# Ktová
Ktová (německy Ktowa) je obec v okrese Semily v Libereckém kraji. Žije zde 284 obyvatel. Pod obec Ktová patří kromě vesnice Ktová ještě drobné osady či samoty Žampach, Kabáty, Podhabr, Dlouhá Ves, U Zastávky (okolí železniční zastávky Ktová na železniční trati Hradec Králové – Turnov) a Písky (Zastávky). Údolím v západní části území obce protéká potok Libuňka, který je v úseku mezi Ktovou a Borkem chráněna jako přírodní památka Libuňka.
Obcí prochází silnice I/35, která byla v roce 2021 přeložena (v lokalitě Na Pyrámu) a železniční přejezd byl nahrazen železničním mostem.

## Historie

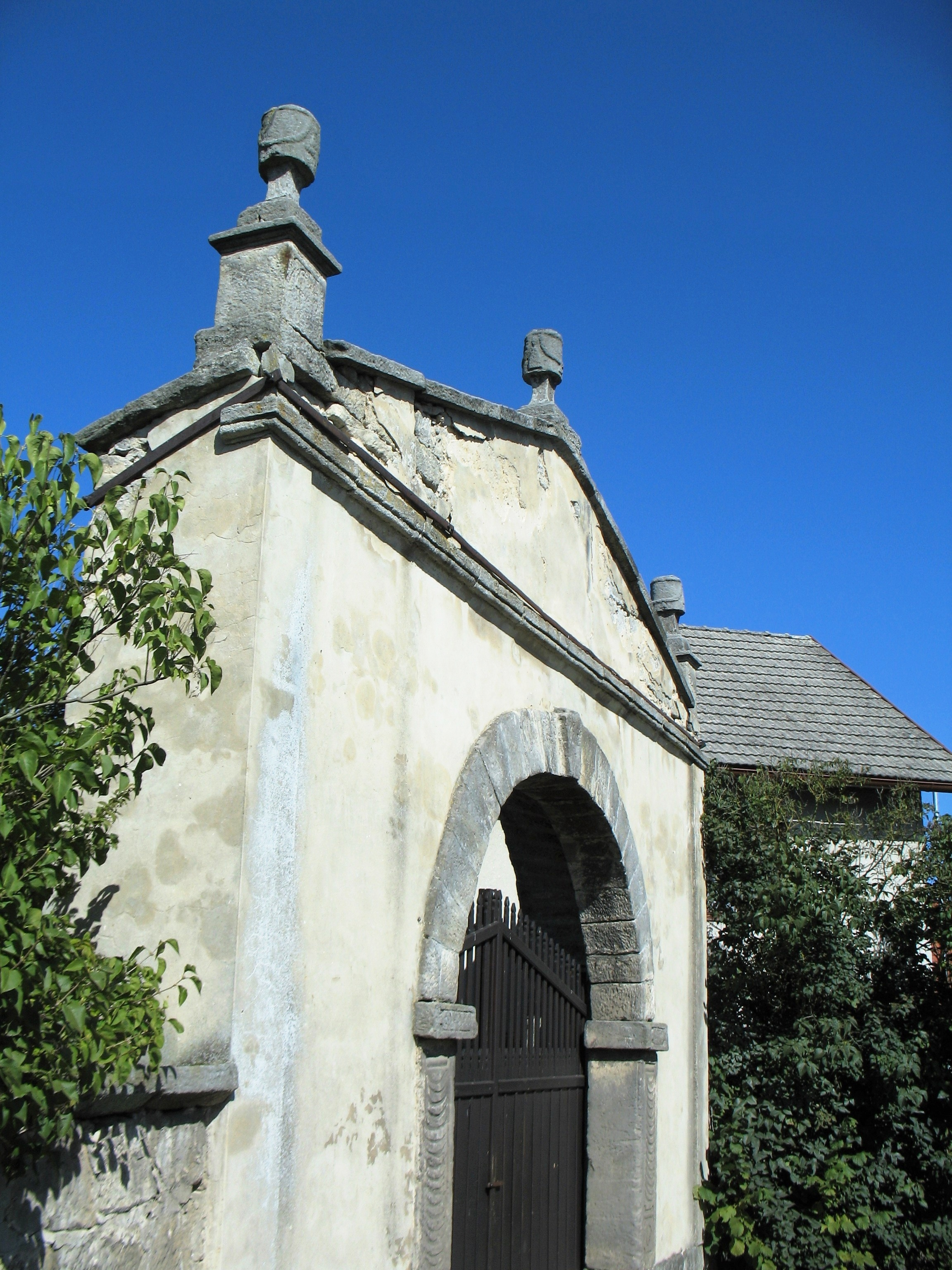
Brána usedlosti čp.44

První písemná zmínka o obci pochází z roku 1320.[zdroj?]
Ze 14. a počátku 15. století existuje několik záznamů jmen, spojených z přídomkem „z Ktovy“: Hrabiše z Ktovy (1318), Běta, vdova Maršova (1375), Václav Řábal (1383) a Petr z Ktovy ( 1416). V době platnosti robotní povinnosti patřili místní sedláci pod Hruboskalské panství. V Ktové existovaly dva mlýny, Žampach a Rankovec, přičemž prvně jmenovaný se dochoval do současnosti.
První škola byla v obci zřízena v roce 1861 (nyní budova obecního úřadu), nová škola byla postavena v letech 1886-1887. Ktová byla spravována vždy samostatně a mívala svého rychtáře. První zmínka o voleném starostovi je z roku 1855, do roku 1922 se ve vedení obce vystřídalo celkem 12 volených starostů.
V roce 1921 bylo v obci 91 čísel popisných a trvale zde žilo 403 obyvatel. Kromě zemědělství se řada místních lidí zabývala broušením skla a drahých kamenů a také navlékáním skleněných perel.

## Obyvatelstvo
| Rok            | 1869 | 1880 | 1890 | 1900 | 1910 | 1921 | 1930 | 1950 | 1961 | 1970 | 1980 | 1991 | 2001 | 2011 | 2021 |
| -------------- | ---- | ---- | ---- | ---- | ---- | ---- | ---- | ---- | ---- | ---- | ---- | ---- | ---- | ---- | ---- |
| Počet obyvatel | 459  | 427  | 472  | 429  | 421  | 403  | 430  | 346  | 309  | 261  | 216  | 192  | 173  | 186  | 204  |
| Počet domů     | 63   | 67   | 76   | 78   | 83   | 84   | 92   | 97   | 91   | 90   | 70   | 107  | 111  | 118  | 122  |

## Obecní správa
Mezi lety 1869–1979 Ktová byla obcí v okrese Turnov (1869–1950) a později v okrese Semily. Od 1. července 1979 do 31. srpna 1990 patřila jako část města k Rovensku pod Troskami a od 1. září 1990 je opět samostatnou obcí.

### Obecní symboly
Znak a vlajka byly obci uděleny rozhodnutím předsedy Poslanecké sněmovny Parlamentu České republiky dne 13. května 2003.

## Pamětihodnosti
- Smírčí kříž u polní cesty z Ktové do Kabátů
- Socha Panny Marie Immaculaty s železným kovaným plůtkem a brankou
- brána usedlosti čp. 44
- Jasan U Matičky, památný strom (50°31′1,2″ s. š., 15°14′54,7″ v. d.)

## Galerie

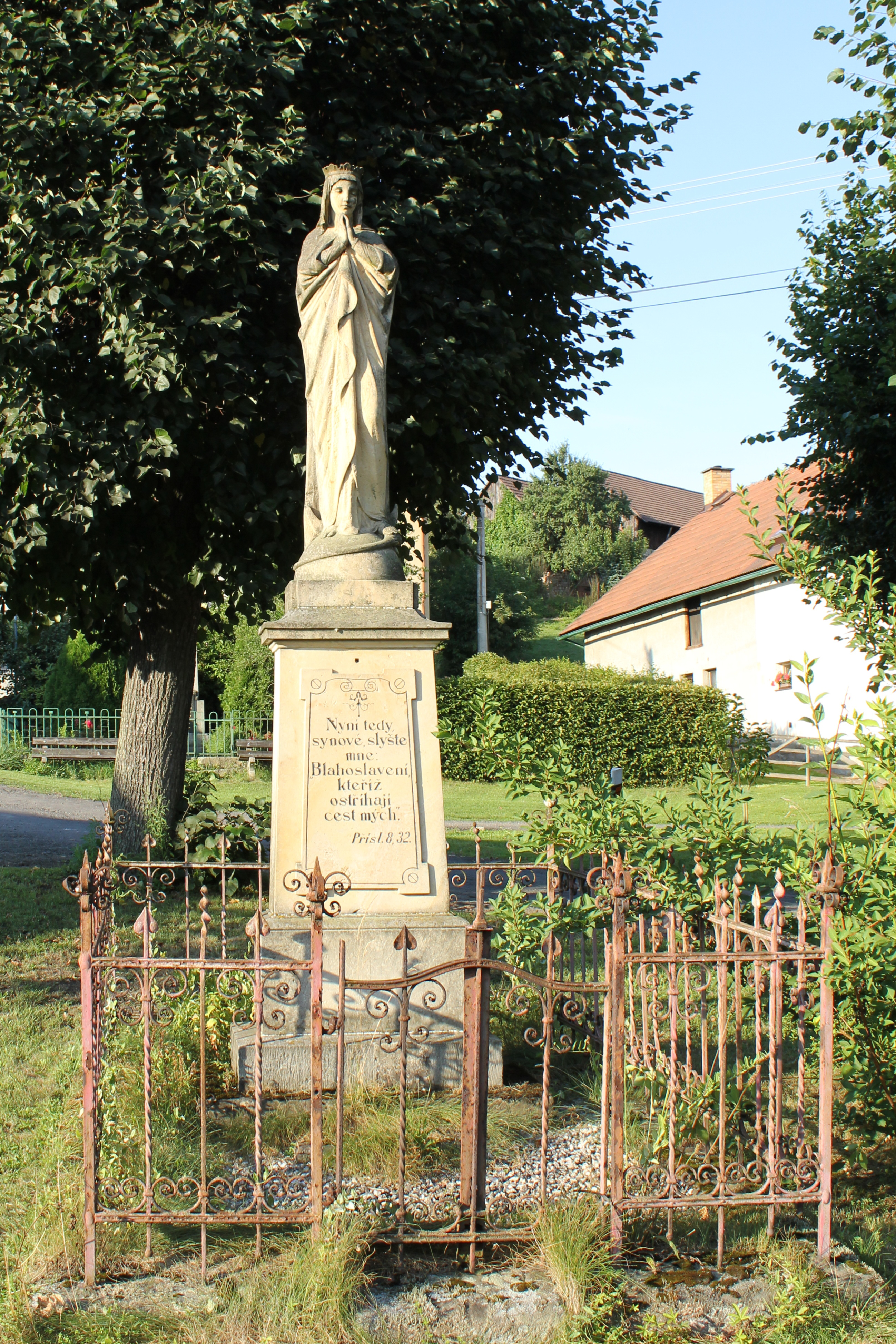
Socha Panny Marie
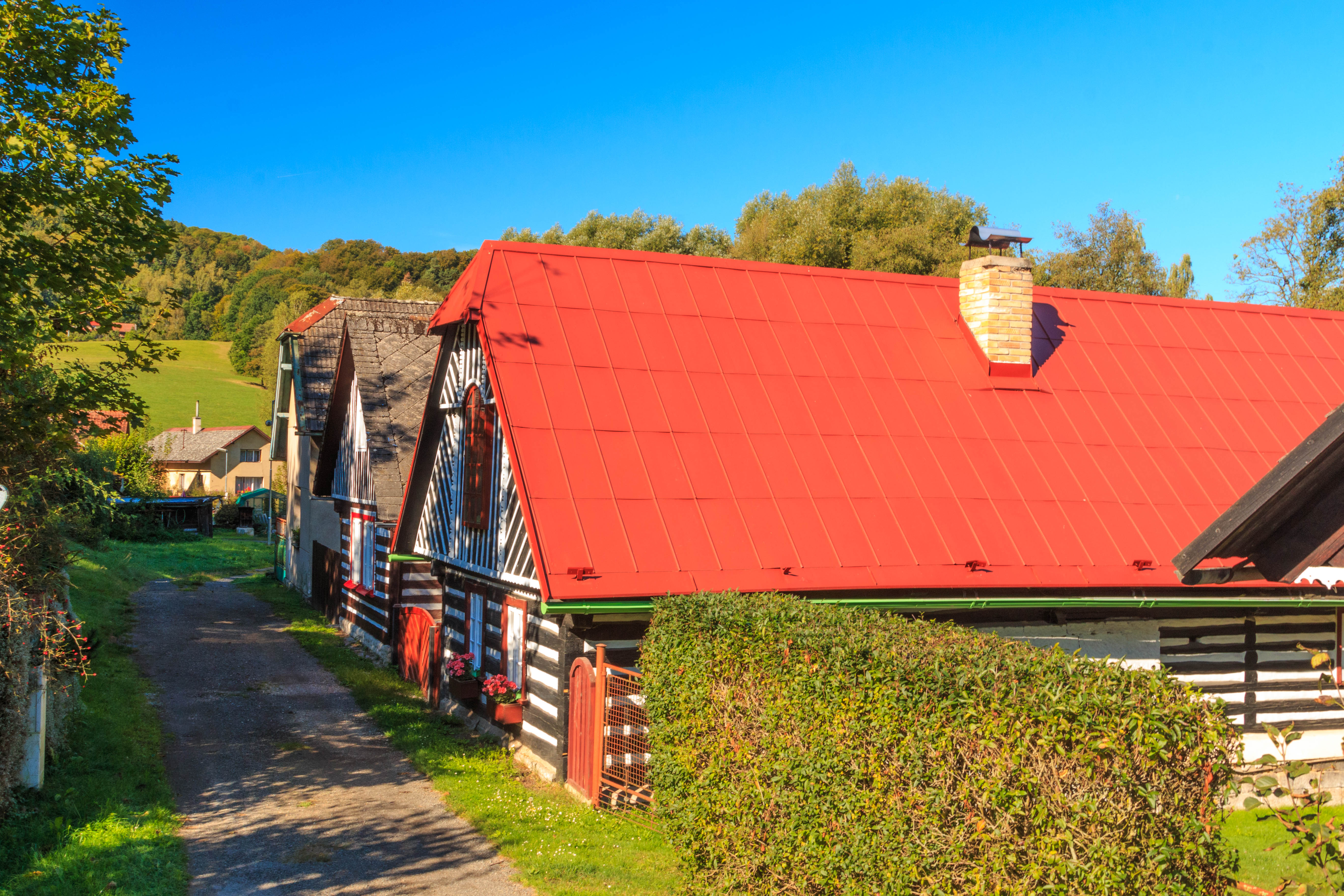
Ulička u potoka
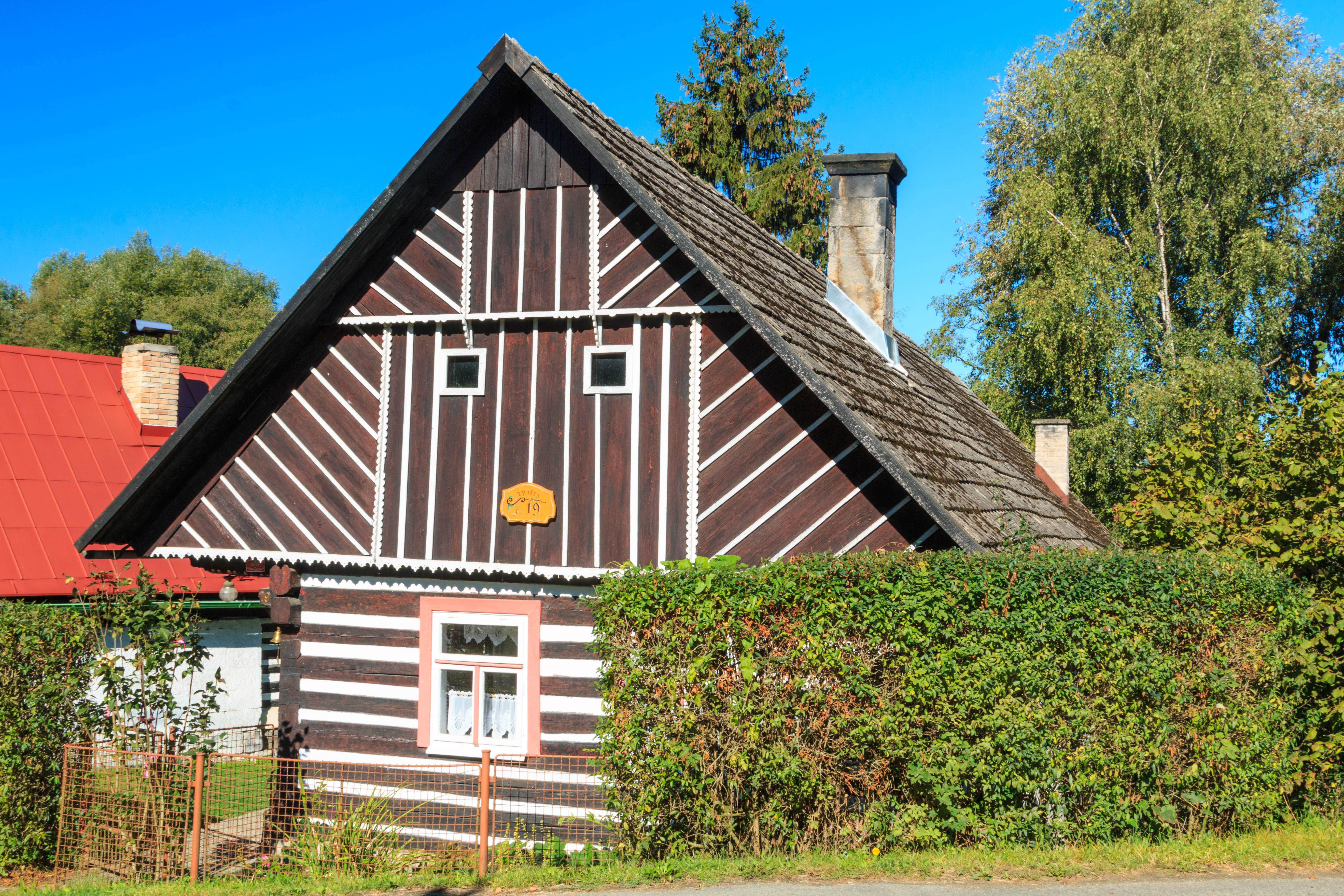
Roubený dům čp. 19
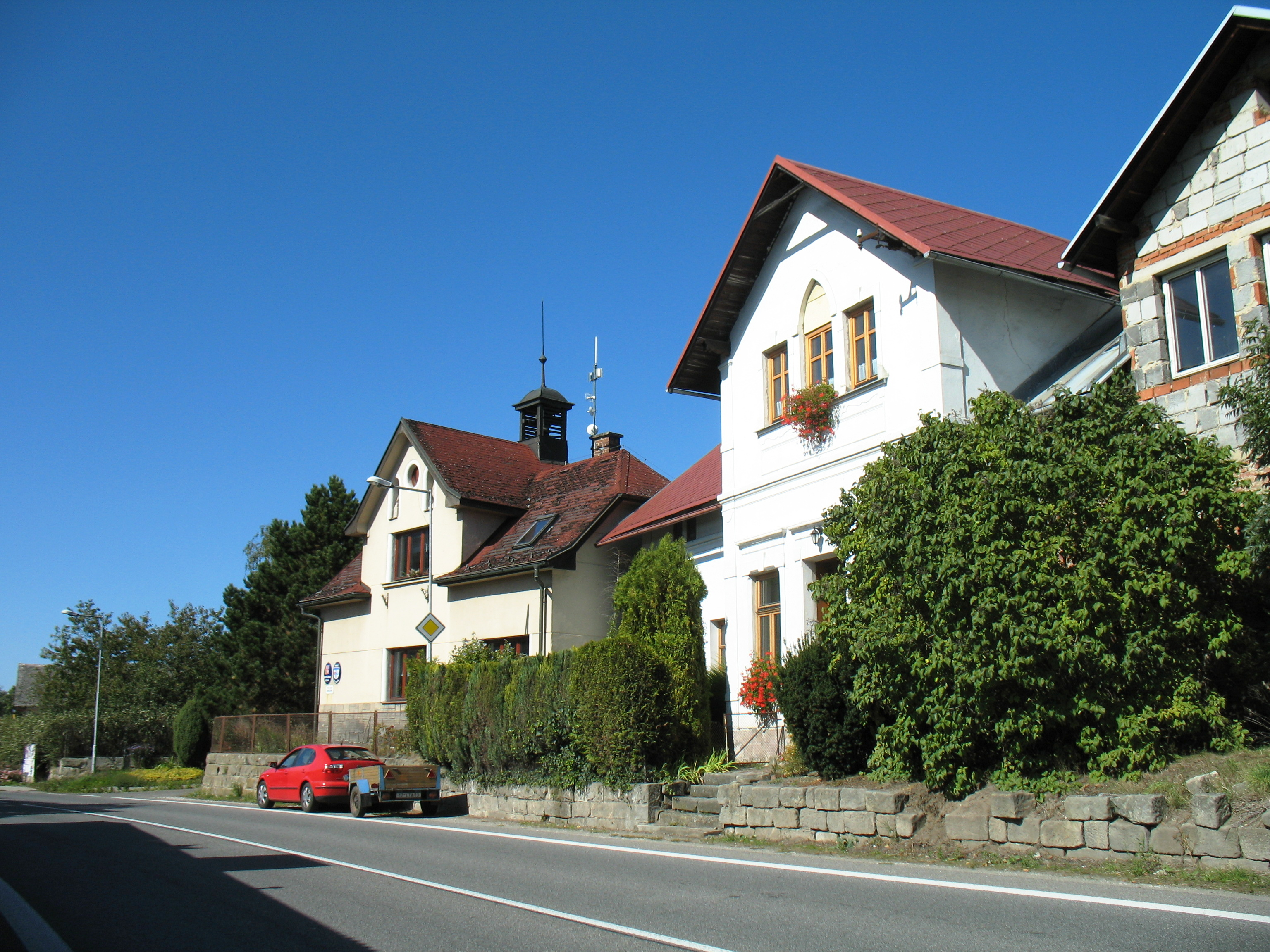
Zástavba vsi poblíž OÚ
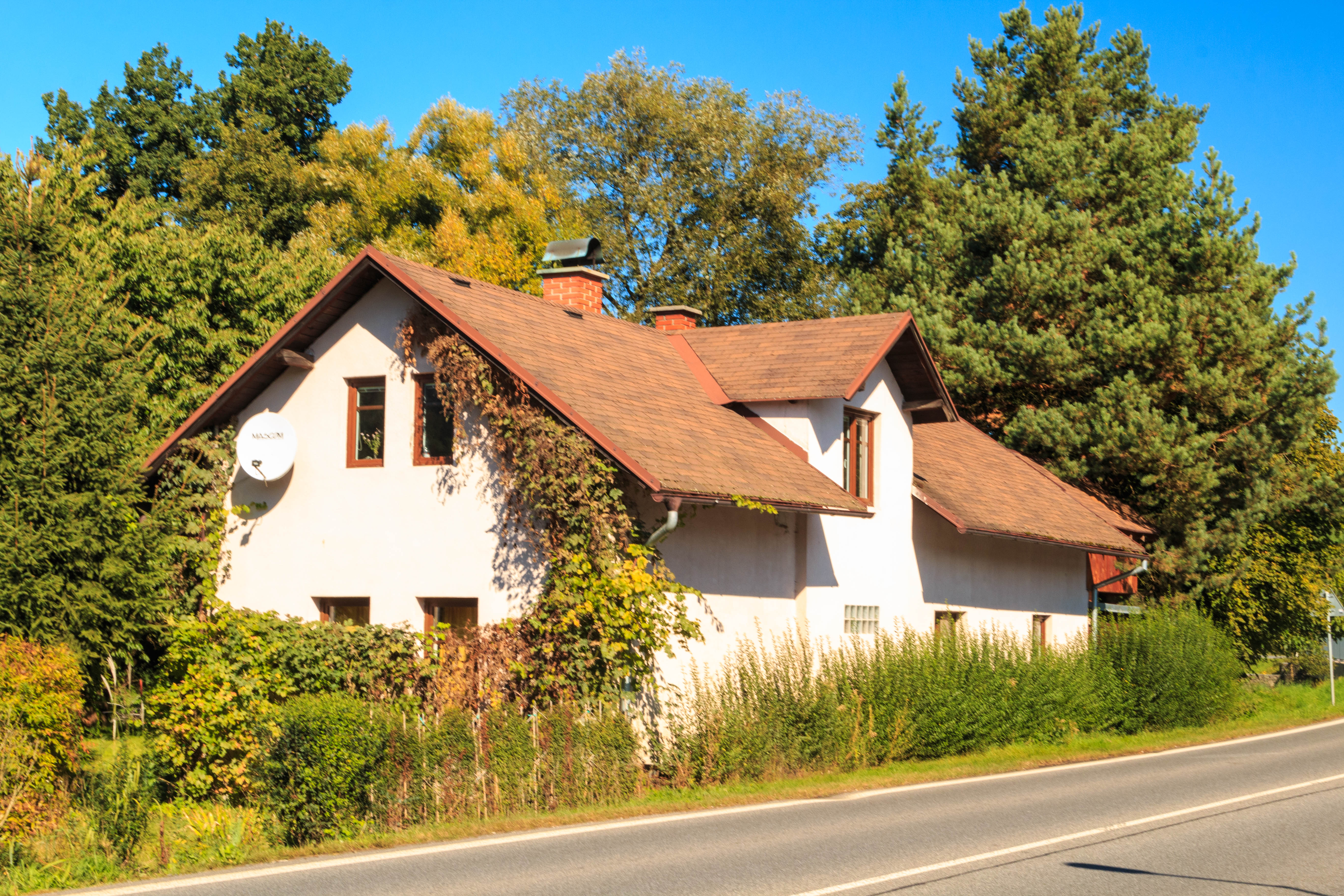
Dům čp. 86
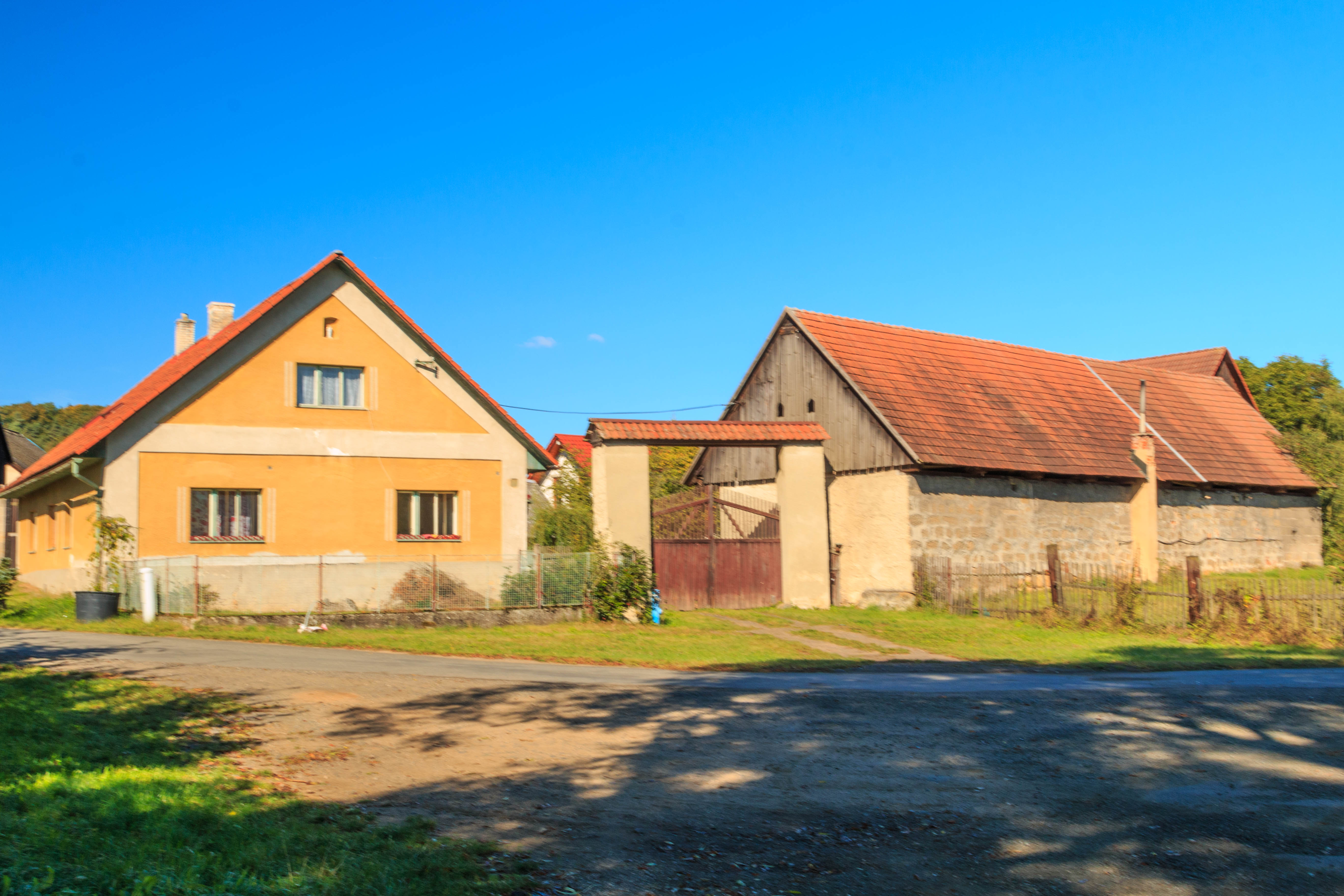
Dům čp. 30
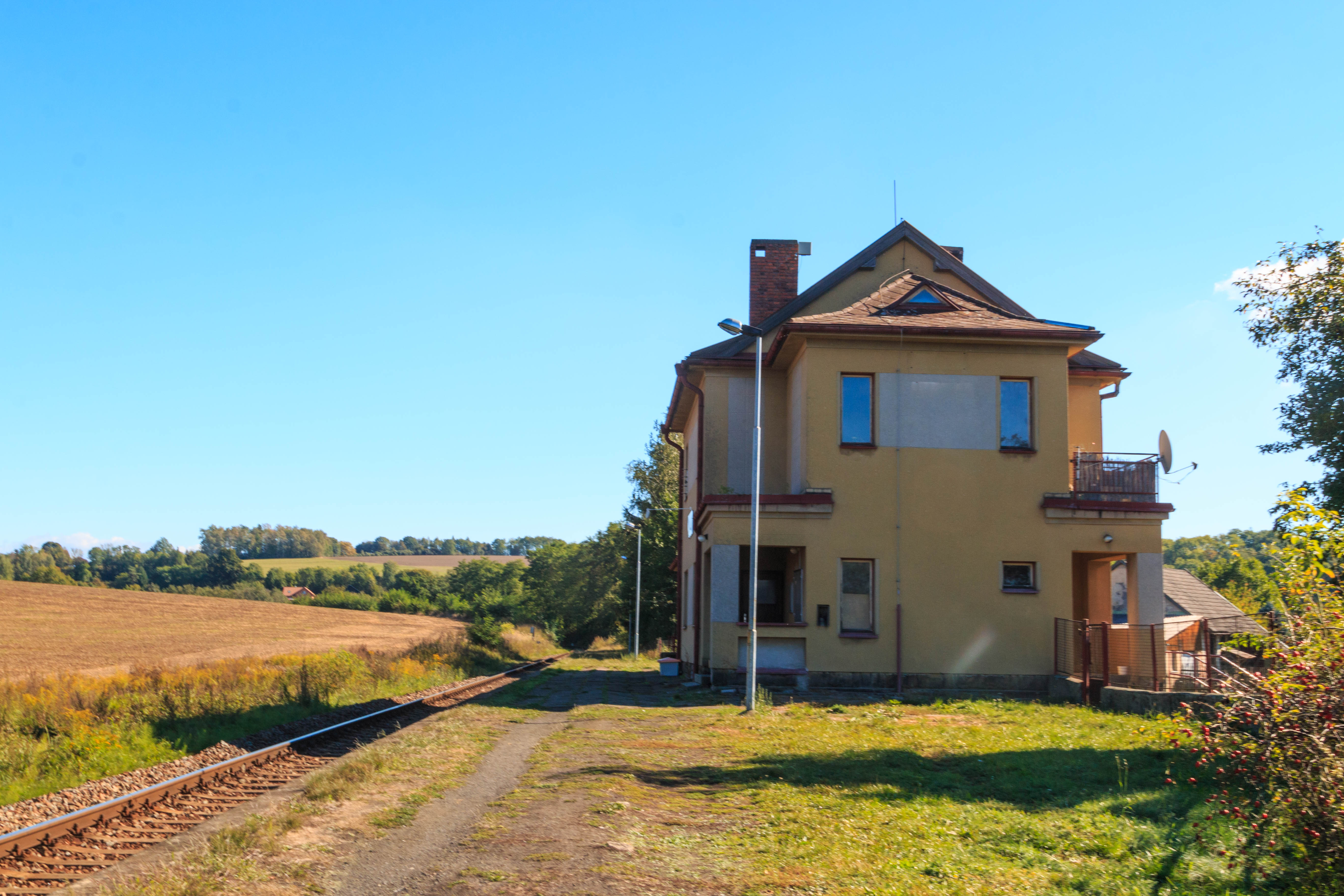
Železniční zastávka
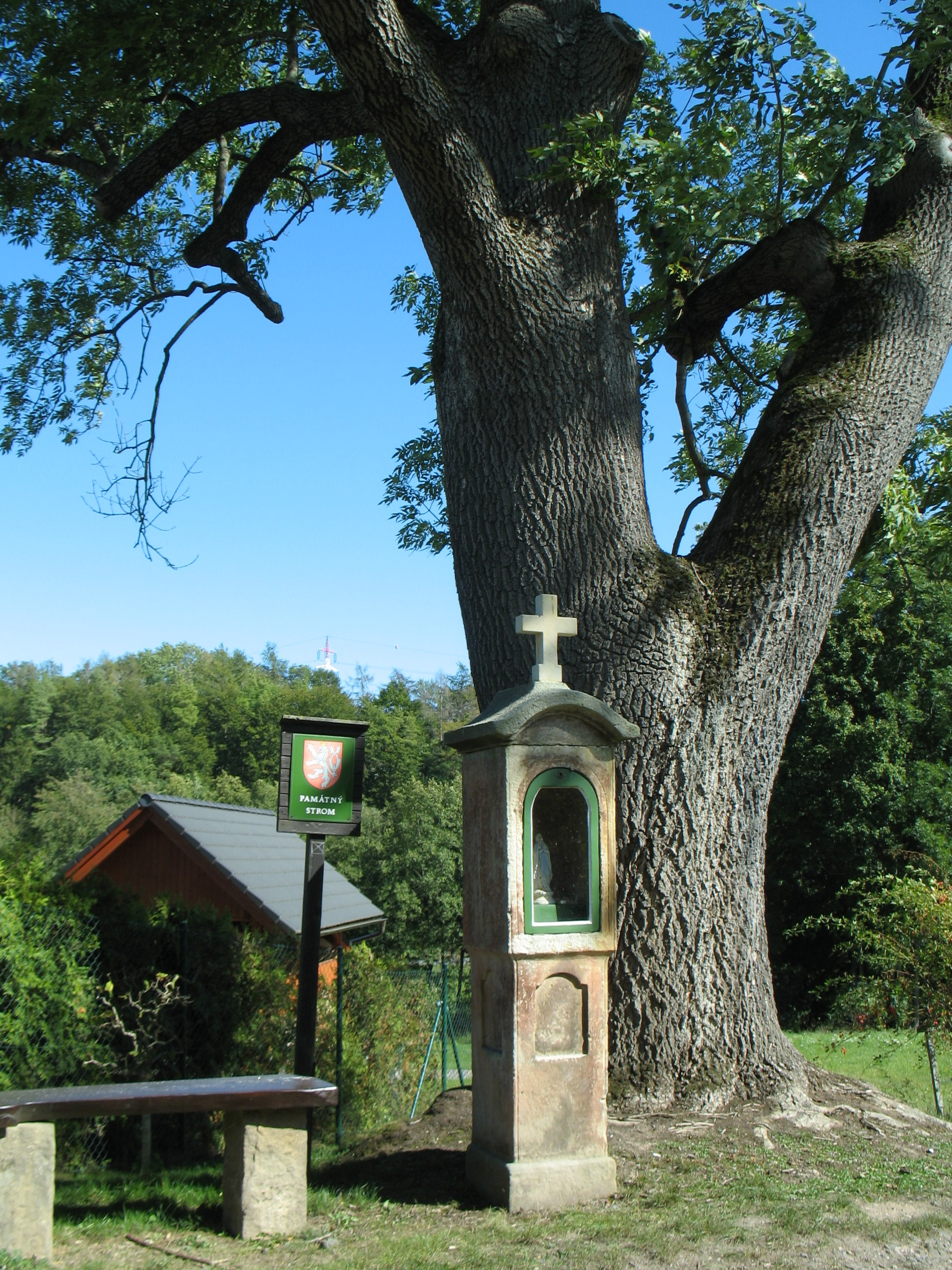
Jasan „U Matičky“
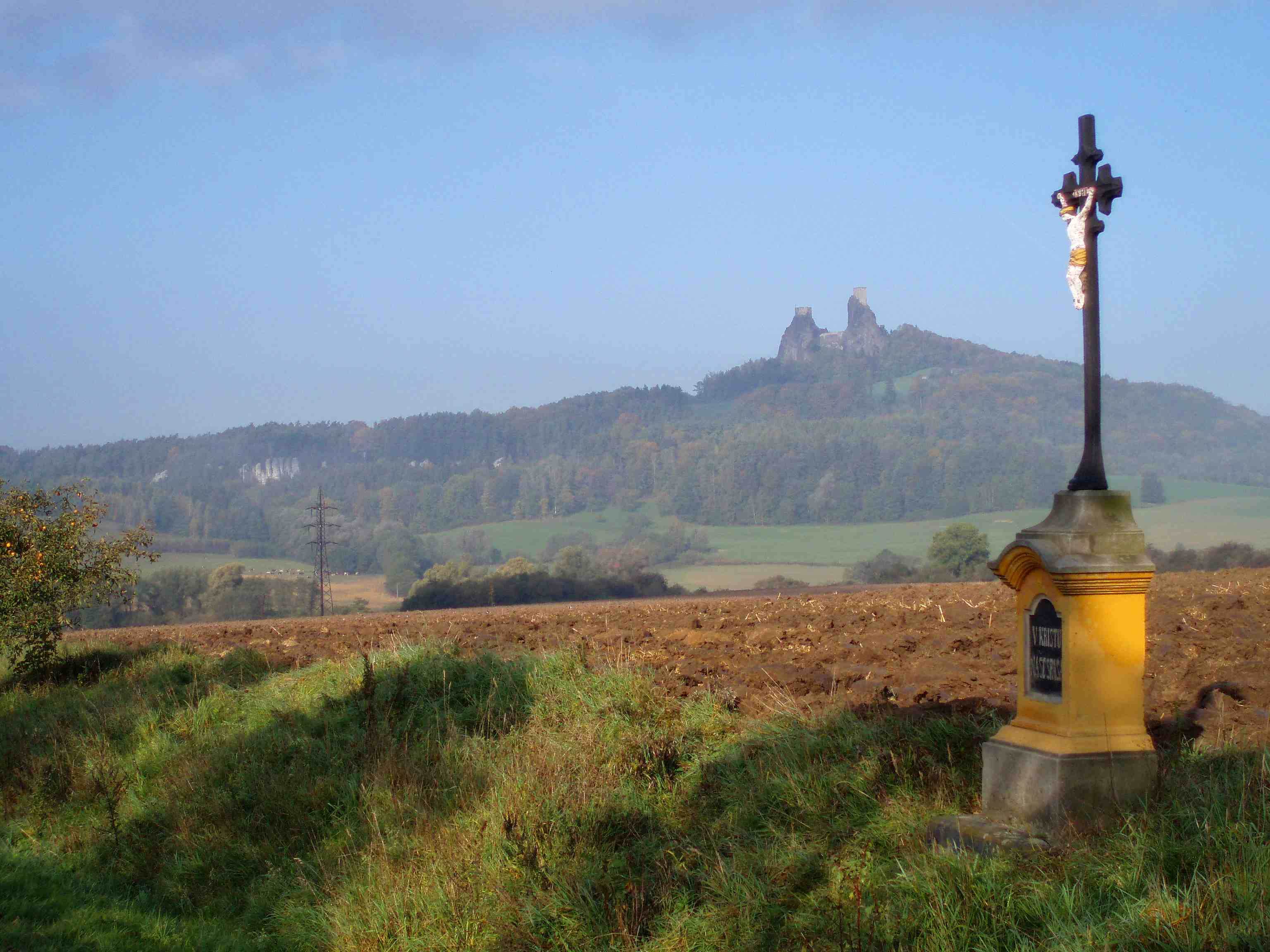
Pohled na Trosky
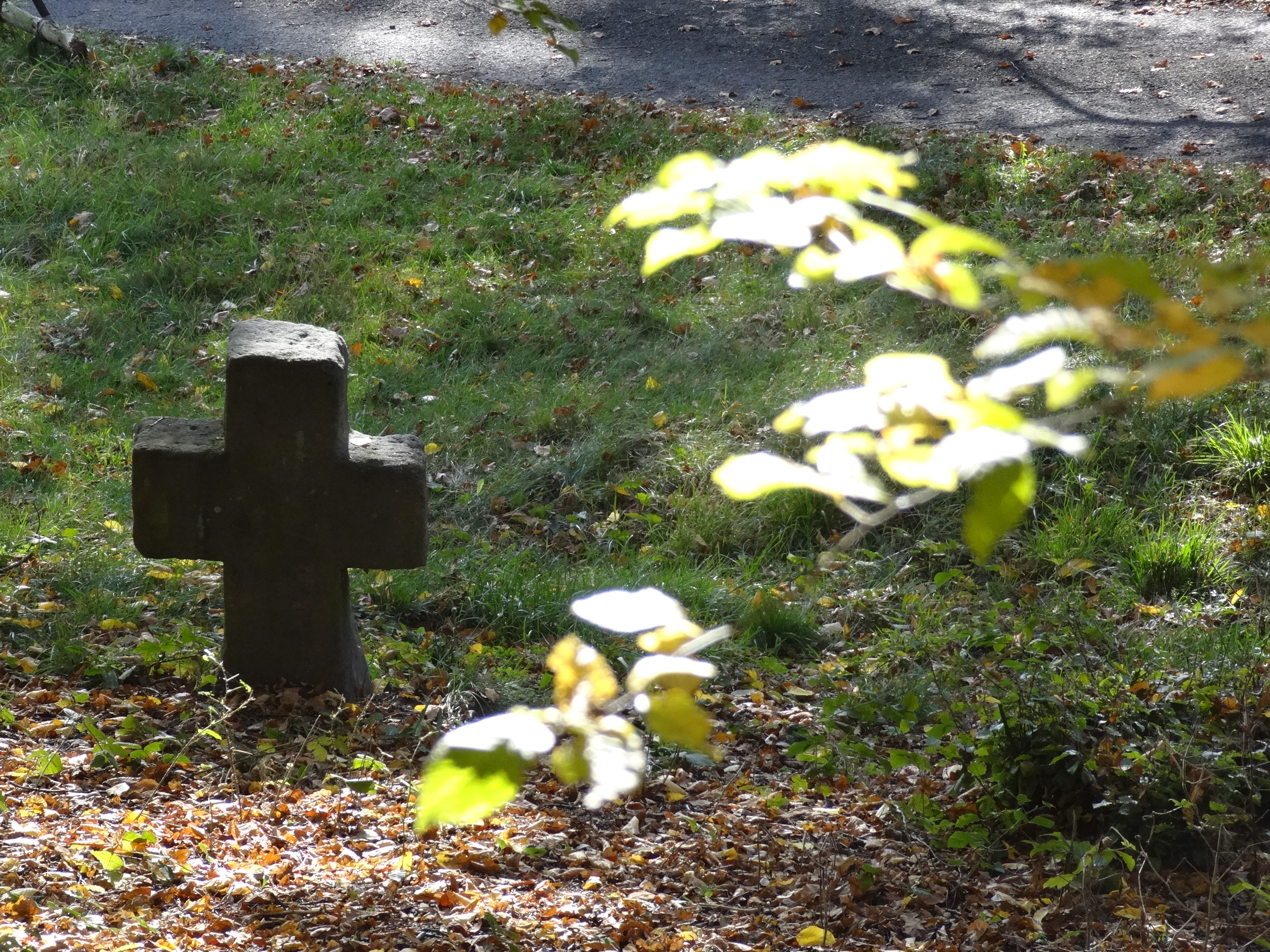
Smírčí kříž u osady Kabáty
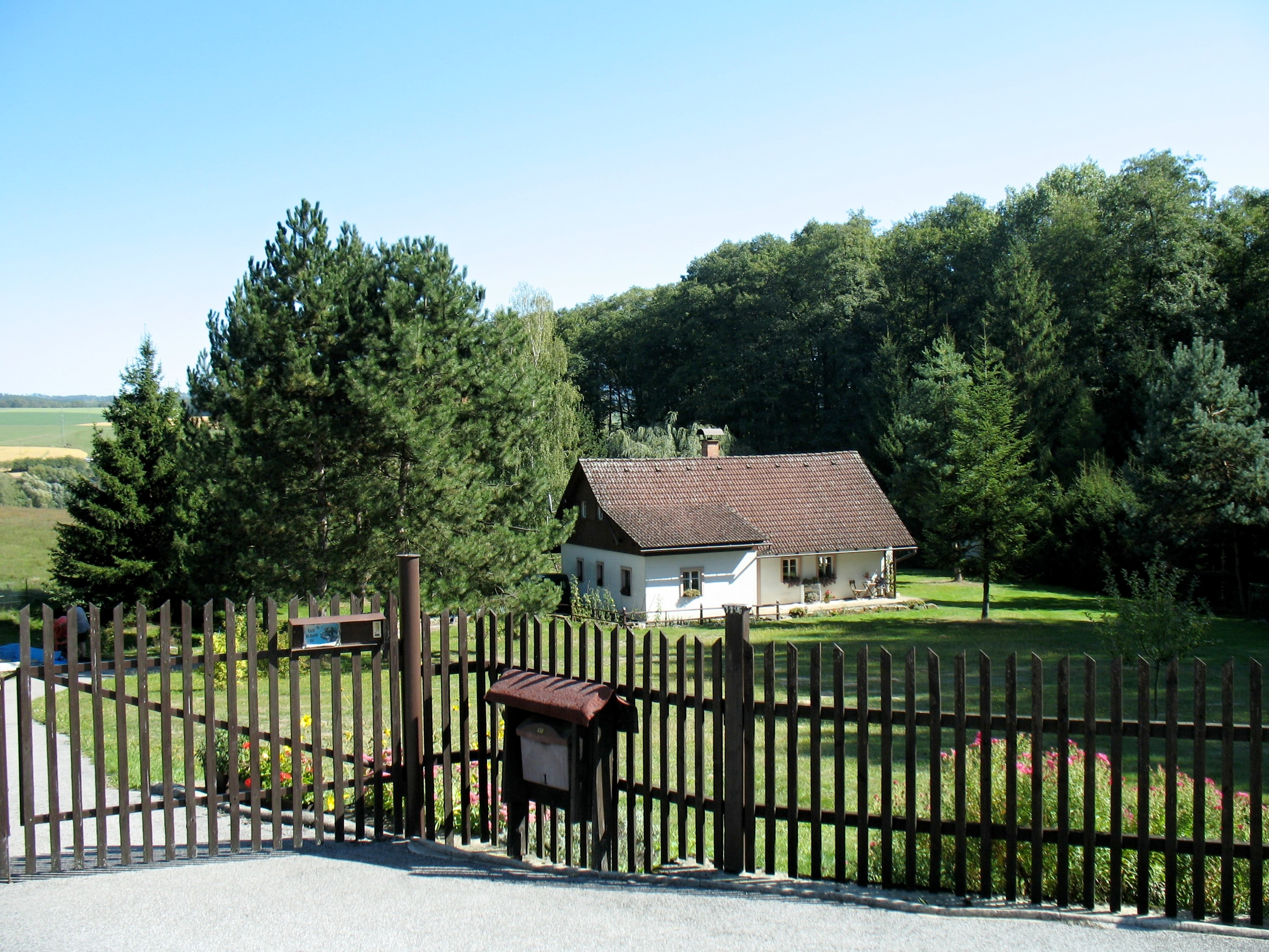
Dům v osadě Kabáty
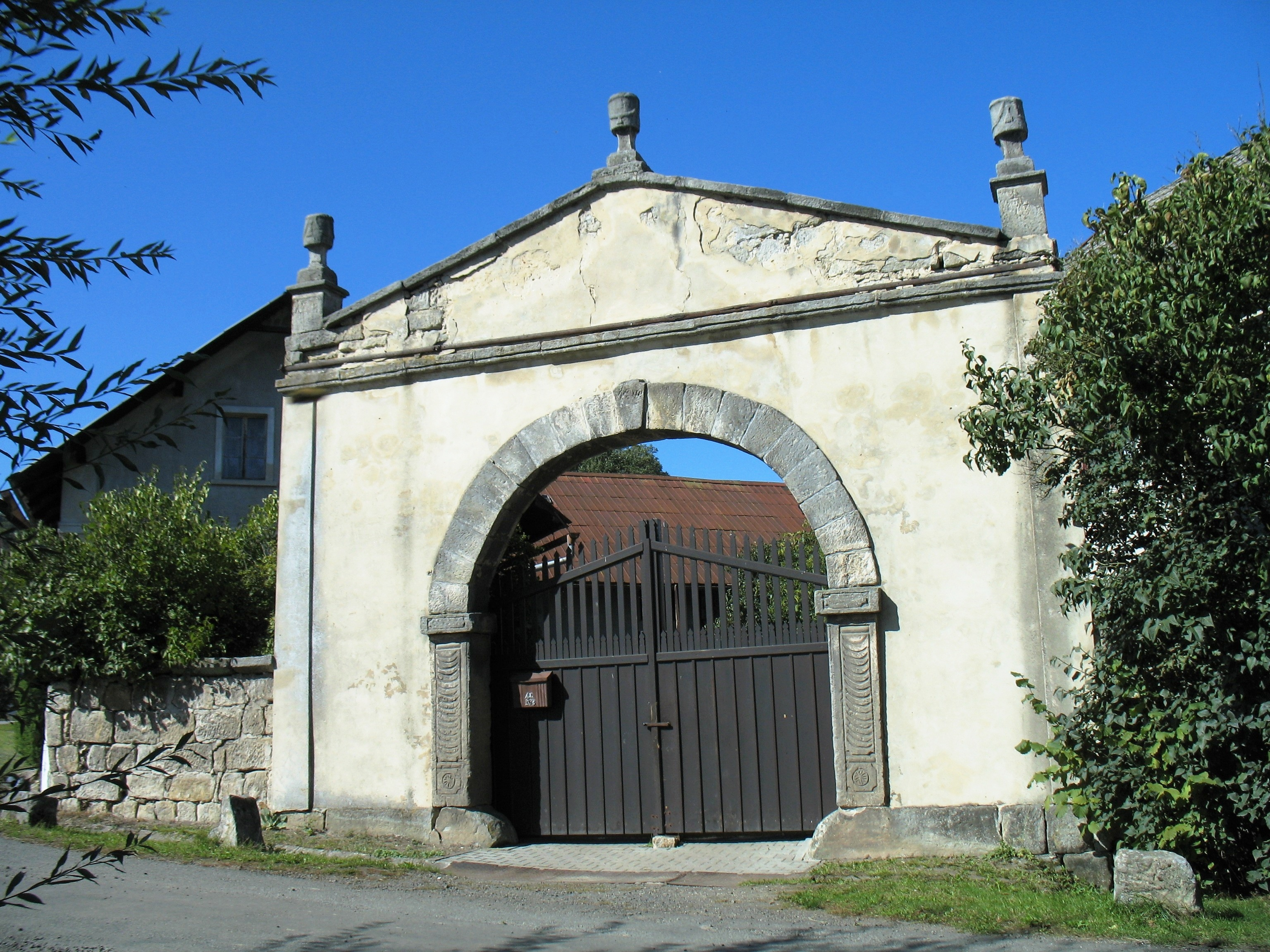
Brána usedlosti čp. 44
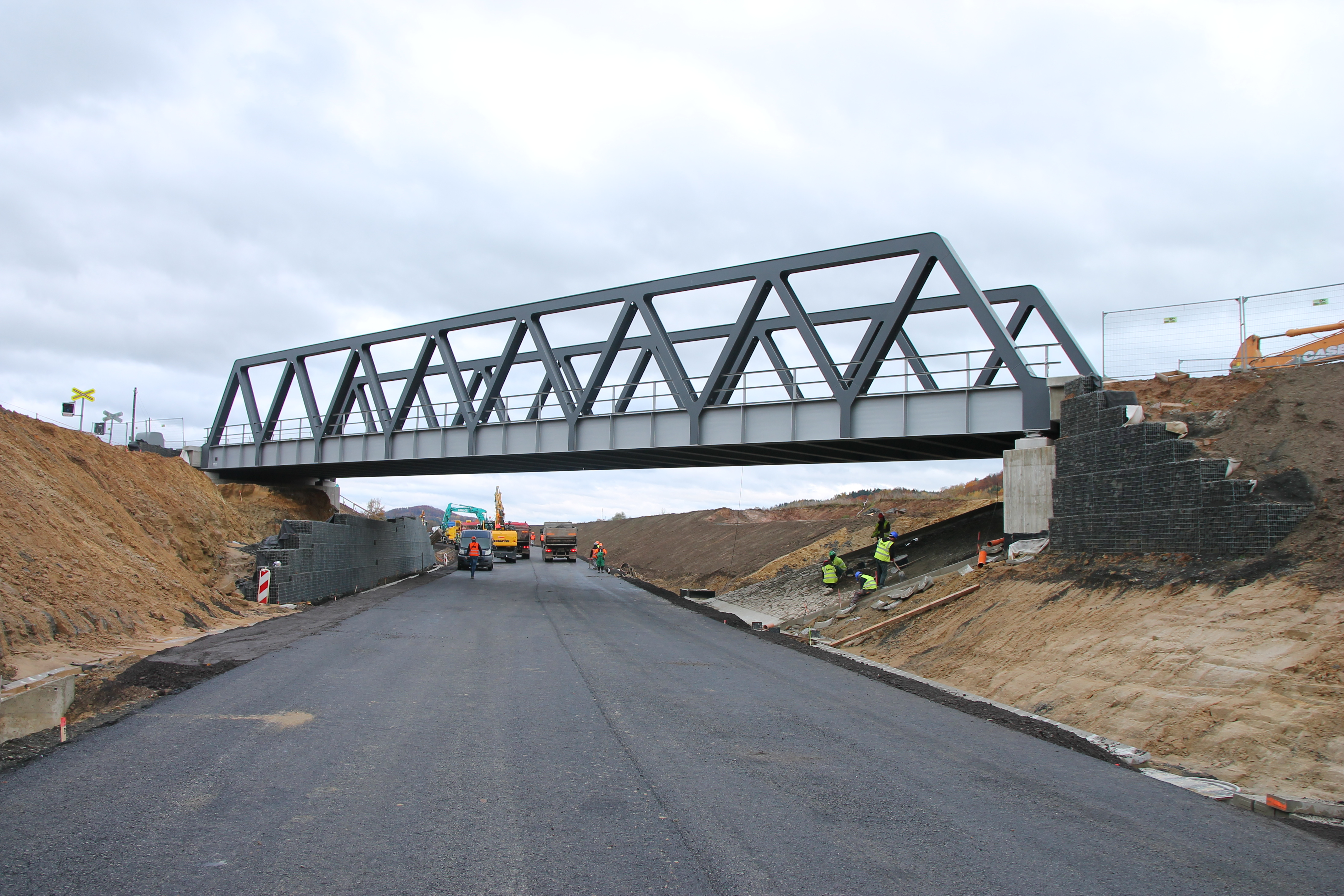
Nový železniční most
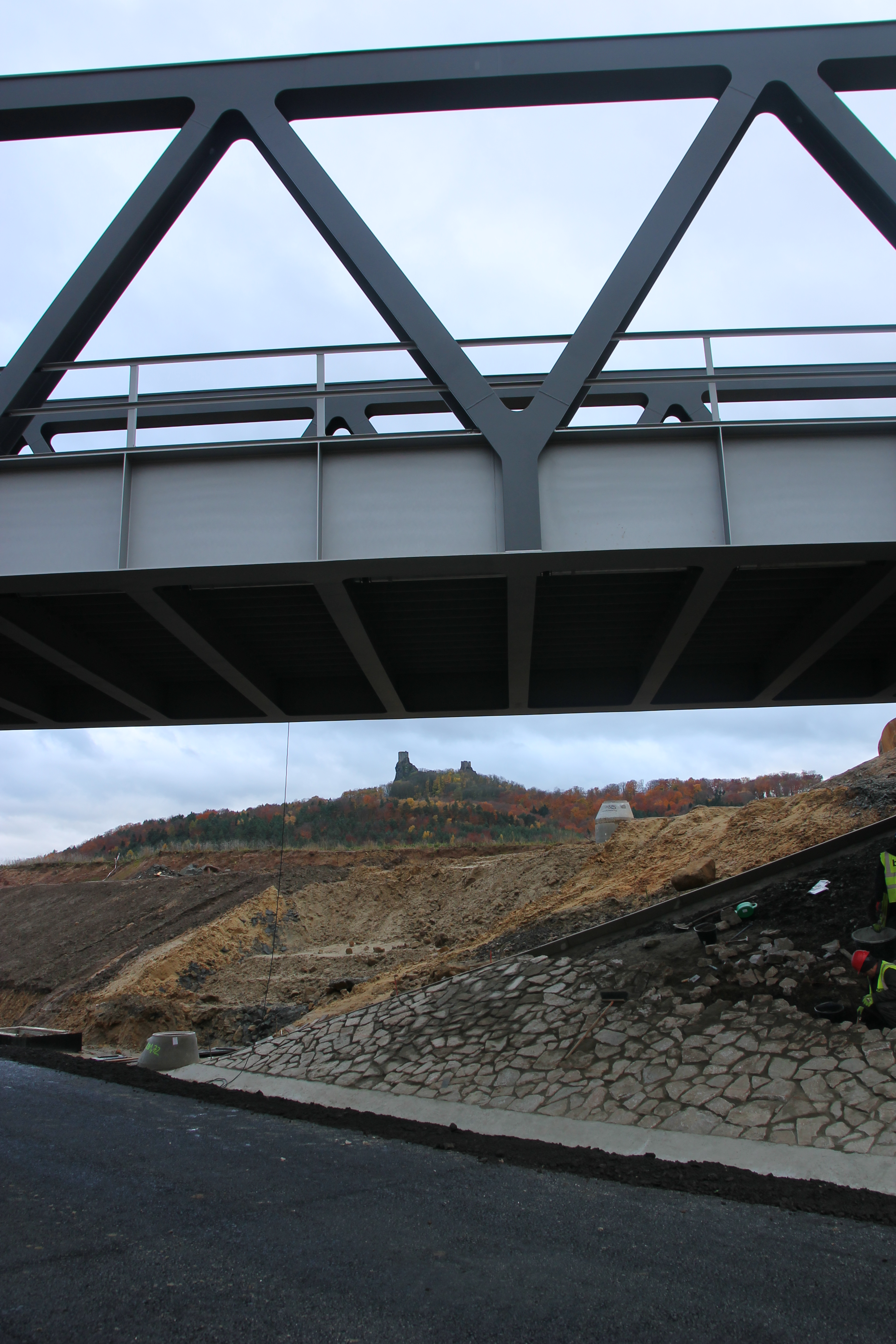
Trosky pod mostem
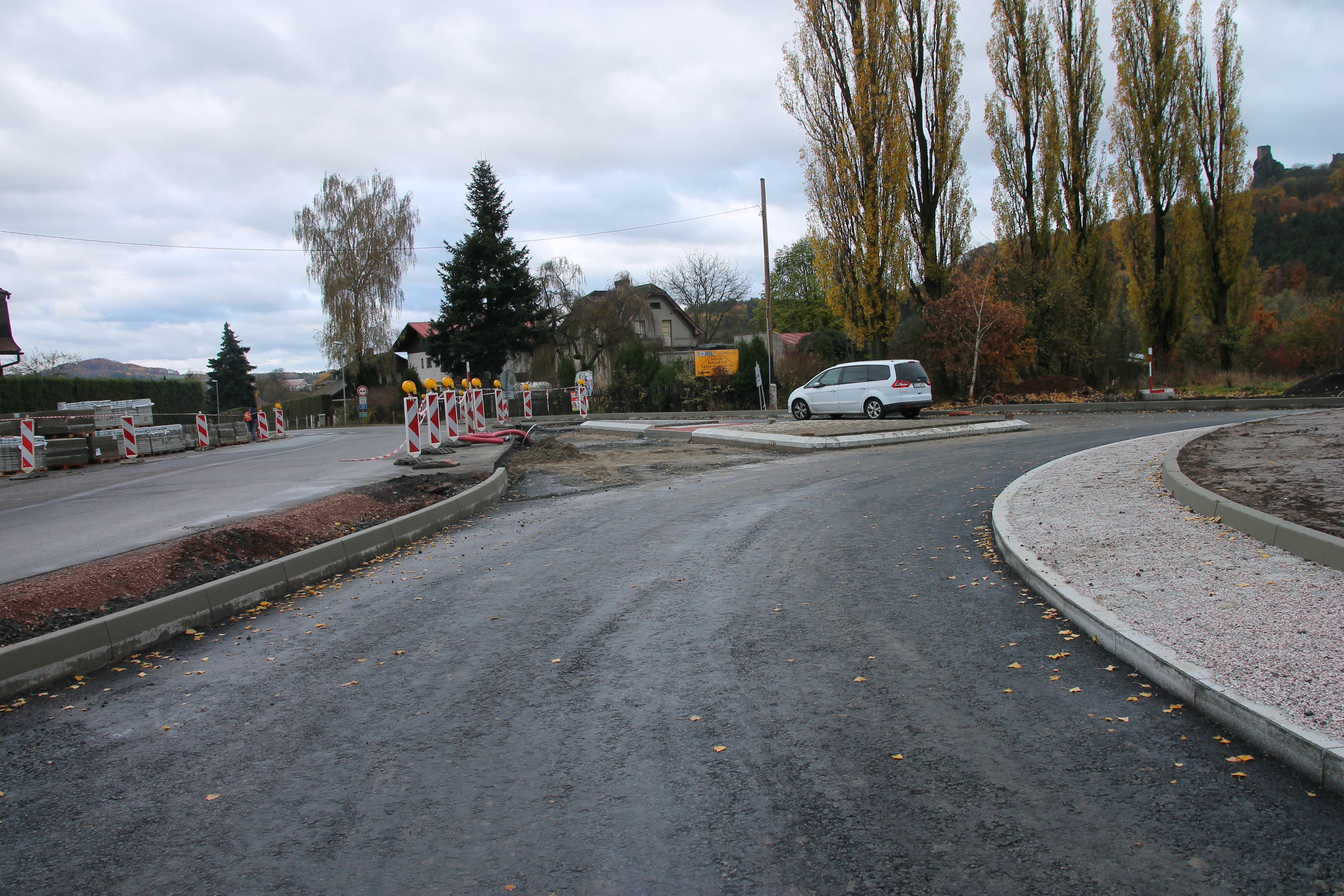
Na Pyrámu, okružní křižovatka